# Kramat (Kota Kudus)
Kramat is een bestuurslaag in het regentschap Kudus van de provincie Midden-Java, Indonesië. Kramat telt 3120 inwoners (volkstelling 2010).